# هارييت آدامز
هارييت آدامز (بالإنجليزية: Harriet Adams)‏ (11 ديسمبر 1892، نيوآرك في الولايات المتحدة - 27 مارس 1982 في الولايات المتحدة)؛ كاتِبة مُتخصِّصة في أدب الأطفال وروائية أمريكية. درست في كلية ويليسلي.